# Jorbat
Jorbat (persiska: جربت, Zobāt, Zhūbāt, Jūrbud) är en ort i Iran.   Den ligger i provinsen Nordkhorasan, i den nordöstra delen av landet, 500 km öster om huvudstaden Teheran. Jorbat ligger 994 meter över havet och antalet invånare är 639.
Terrängen runt Jorbat är platt åt sydost, men åt nordväst är den kuperad.Runt Jorbat är det ganska glesbefolkat, med 27 invånare per kvadratkilometer. Närmaste större samhälle är Sankhvāst, 9,3 km öster om Jorbat. Omgivningarna runt Jorbat är i huvudsak ett öppet busklandskap.